# 巴卡萊營
巴卡萊營（英語：Barkhale Camp）是位於英格蘭西薩塞克斯南唐斯比格諾山的一個新石器時代堤道式圍場考古遺址。英國從公元前3700年開始至公元前3500年左右，建造了這種特徵為完全或部分封閉區域，並由溝渠間隙或堤道打斷的堤道式圍場；其具體用途仍不明確，可能是作為定居點、聚會場所或儀式場地。巴卡萊營首次由約翰·賴爾於1929年發現，隨後在1930年由艾略特·塞西爾·柯文（Eliot Cecil Curwen）進行測量，並在同年的一篇論文中將其列為可能的新石器時代遺址，這是首次嘗試列出英格蘭所有堤道式圍場。
1930年，賴爾挖掘了一個小壕溝。1958年至1961年間，維羅妮卡·西頓-威廉斯進行了更廣泛的挖掘，證實了柯文的調查結果並發現了典型的新石器時代燧石工具。1978年，彼得·利奇在清理遺址南部的樹木前進行了另一次發掘，檢查了圍場內的幾個土丘，以及試圖確定南部邊界的溝渠和堤岸線。利奇未能找到適合進行放射性碳定年的材料，因此無法精確確定遺址的年代，但他推斷該遺址建於早期新石器時代，大約是公元前4000年至公元前3300年間。
該遺址目前由英國國民信託擁有，並自1967年以來一直受到法定古蹟的保護。

## 背景
巴卡萊營是一個新石器時代早期在歐洲西北部（包括不列顛群島南部）建造的堤道式圍場。這種古老的土方工程完全或部分被溝渠包圍，溝渠間隔著未開挖的土地或堤道，通常與土方工程和柵欄結合使用。這些圍場的用途一直存在爭議。有學者認為，這些通道提供了多條進入營地的途徑，難以從軍事角度解釋其設計，儘管也有觀點認為它們可用作防禦者的突擊口。一些遺址遭受攻擊的證據支持了這些圍欄是防禦性定居點的觀點。它們也可能是季節性的聚會場所，用於交易牲畜或陶器等商品。此外，有證據表明它們在葬禮中也發揮了作用：食物、陶器和人類遺骸等物品被有意地放置在溝渠中。這些圍欄的建造只花了很短的時間，意味著工程需要顯著的組織能力，因為清理土地、準備用作樁或柵欄的樹木以及挖掘溝渠等工作需要大量的人力物力。
在不列顛群島已經識別出超過七十個堤道式圍場，它們是西歐早期新石器時代最常見的遺址類型之一。目前，總共有大約一千個已知的堤道式圍場。它們在歐洲不同地區開始出現的時間不同：日期範圍從公元前4000年之前的法國北部，到公元前3000年之前不久的德國北部、丹麥和波蘭。英國南部的圍欄則在公元前3700年之前不久開始出現，並至少在接下來的200年內繼續建造；在少數情況下，它們在公元前3300年至公元前3200年之間仍在使用。

## 遺址

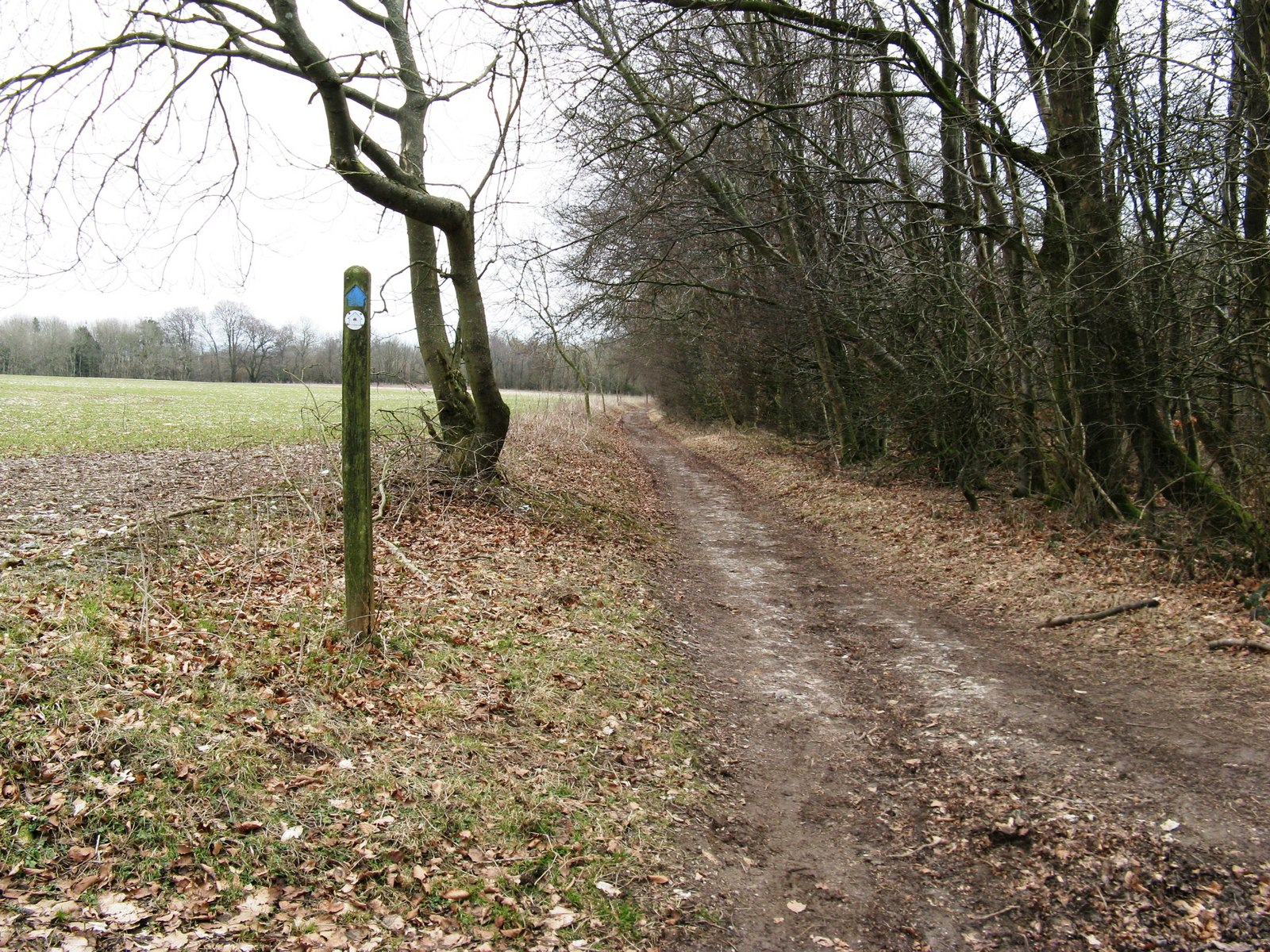
穿越巴卡萊營的小路

巴卡萊營是一個法定古蹟，位於西薩塞克斯阿倫德爾西北四英里處的南唐斯；該遺址位於比格諾山 朝南的斜坡上。圍場呈橢圓形，有十三段溝渠和堤岸，由通道分隔，全部位於穿過遺址的堤道路北，堤道的歷史或可追溯到19世紀初。在1930年識別溝渠的調查中，堤道以南的區域雜草叢生而無法進行調查；自那時以來，該區域已被場地所有者國民信託清理乾淨。遺址受到了耕作活動而遭受嚴重破壞，堤岸高度目前只少於0.5（1英尺8英寸），但溝渠和通道的輪廓尚未完全消失。邊界包圍的面積為 2.8公頃（6.9英畝）：2001年對已知圍場面積的審查發現了三組不同大小的區域，巴卡萊營地位於中間組，面積為1.4至5.5公頃（3至10英畝）之間。
堤道式圍牆可以根據其所在的自然景觀進行大致分組。許多高地圍場似乎是為了便於從周圍的鄉村輕鬆看到而設置的，但巴克海爾營地比附近大多數堤道圍場更不顯眼，因為它位於一塊地面上，從北側無法看到，並且因為山坡的形狀使得從南側的低地也被遮蔽。它可能是為了從附近的高地看到而設計的。
該遺址北部有兩個圓形的碗狀墓，被認為可以追溯到青銅時代。

## 考古調查

### 賴爾和柯文（1929年-1930年）以及柯文（1936年）

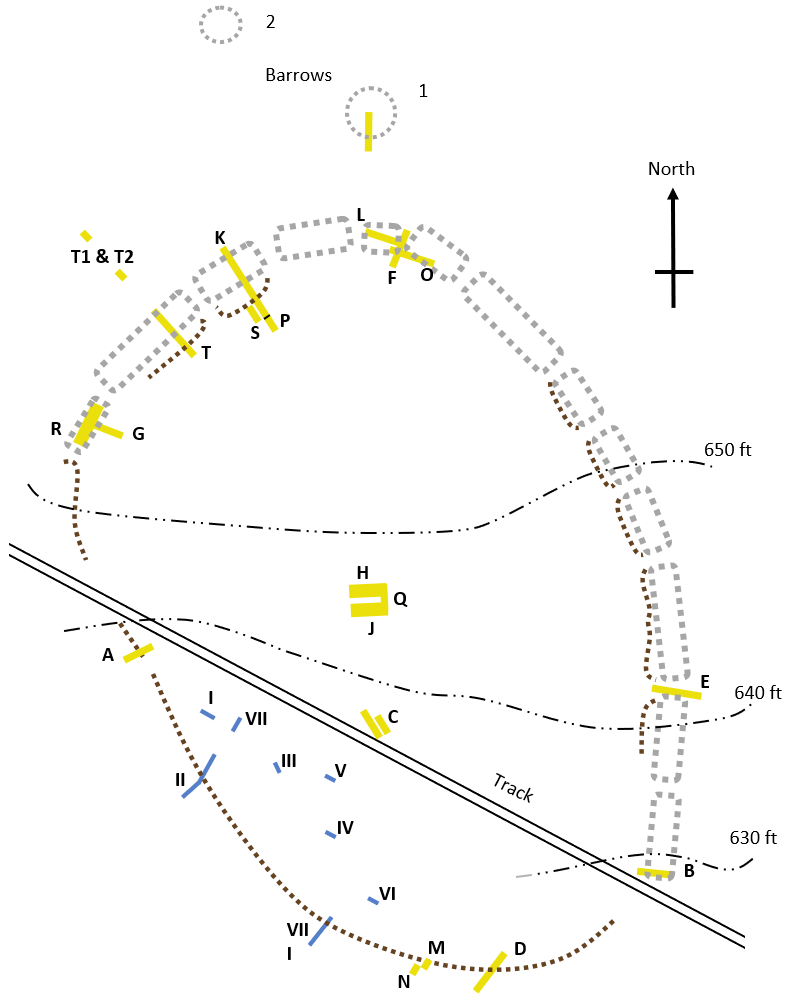
巴卡萊營的平面圖，顯示了不同的挖掘地點。（1）1958-1961年間西頓-威廉斯發現的壕溝用黃色標記，標有拉丁字母A到T；（2）1978年利奇發現的壕溝用藍色標記，標有羅馬數字I到VIII；（3）灰色輪廓是柯文發現的溝渠段；（4）棕色虛線是土堤。

1929年，約翰·賴爾注意到了該遺址的土方工程。1930年，艾略特·塞西爾·柯文和G·P·貝斯托調查了北部地區，他們使用土鑽和博辛器 （一種通過聆聽聲音來檢測地下基岩或是否存在地下基岩的工具），發現了一條中斷的溝渠。由於南部地區被厚厚的石楠、蕨菜和荊棘等植物覆蓋，無法進行進行調查。Curwen在通過該遺址的道路以北識別出十三個溝渠段。
柯文在1930年將巴卡萊營列入可能的堤道圍場清單中，但指出營地雜草叢生，需要進行清理工作。賴爾於1930年挖了一個壕溝，但關於他挖掘工作的唯一信息是壕溝是「斜跨在一條溝渠上」挖的，並且「沒有發現加工過的燧石、陶器、骨頭或貝殼」。Seton-Williams隨後挖掘的壕溝之一（右側圖中的K壕溝）發現了現代挖掘的跡象，這可能是賴爾壕溝的位置。
1936年，柯文的父親發表了一篇關於薩塞克斯燧石箭頭的論文，報告了巴卡萊營圍欄內發現了「一個大而寬的箭頭，一側呈凸形如葉片，另一側呈角形如菱形尖端」。

### 西頓-威廉斯（1958-1961年）
1958年，維羅妮卡·西頓-威廉斯開始在巴卡萊營進行一系列挖掘，並利用這些挖掘工作來培訓倫敦大學的課外學生。這些挖掘持續了約一年的時間。西頓-威廉斯並未發表她的工作，但她的未發表記錄由約翰·克利普森於1976年編成碩士論文。1983年，彼得·利奇根據克利普森的論文，對該遺址歷史進行回顧。
西頓-威廉斯挖掘了柯文通過博辛器識別的十三個溝渠段中的六個，並確定柯文的繪圖無誤。溝渠如繪圖所示；河岸幾乎被完全夷為平地。在 K 和 T 溝渠中，可以看到河岸的遺跡，高度為0.6（2英尺0英寸），寬度為6.0（20英尺），儘管耕作可能使組成堤岸的物質擴散開來。利奇認為高度不太可能超過1.5米（5英尺）。溝渠之間的通道被發現頂部有一層燧石和粘土；利奇認為這是為了改善表面，因為這些是進出場地的通道。此外，在柯文調查範圍之外還挖了更多的溝渠：A壕溝位於可能受到耕作破壞的區域，並未發現堤岸或溝渠的證據；D壕溝位於受樹根干擾的區域，僅能初步識別堤岸和溝渠。經過一整年的挖掘，約有 200 塊陶片出土。 由於有證據顯示碎片在沉積後有顯著移動，發現的深度不能作為可靠的日期指標。 例如，在R壕溝中，發現了兩片可以拼接在一起的碎片，顯示它們都來自同一個器皿，它們之間的垂直距離為相隔0.62（2英尺0英寸）。 大部分出土物的年代可追溯到青銅時代或更晚的時期，但也能辨認出一些新石器時代的碎片，其中包括兩件與在蘇塞克斯的另一個新石器時代堤道式圍場懷特霍克營內發現的碗相類似的碎片。其他文物發現包括一些青銅時代被認為可能來自桶形甕和帶領甕的碎片、 一些鐵器時代的碎片以及幾片羅馬-不列顛和後羅馬時期的碎片。
燧石發現包括刮削器、尖頭和刀片，都是新石器時代早期遺址的典型文物組合。很少有燧石是在明顯分層的環境中發現的，但總體而言，這些發現支持了圍場屬於新石器時代產物的說法。

### 利奇（1978年）
到了1978年，巴卡萊營已由英國國民信託擁有。該機構決定清理軌道南部區域的樹木，並要求薩塞克斯考古野外單位在清理工作開始前挖掘該地點。挖掘工作於1978年9月進行，由彼得·利奇（Peter Leach）指導。利奇調查了圍場內的幾個土丘，並試圖確定遺址南部圍場的堤岸線。 土丘和一個也被挖掘的凹陷被發現是近期形成的。利奇團隊沿著圍場邊界挖了兩條壕溝，發現了寬約3（10英尺）、深超過1（3英尺3英寸）的溝渠，而內面的填充物似乎是自然淤積的結果。
團隊在土丘和溝渠中發現了燧石，在遺址表面也發現了一些燧石，而大多數所發現的燧石都是廢料；其餘包括刮削器、石核和一些經過修整的石片。V壕溝出土了44塊燒裂燧石，可能是現代的產物。 在VIII壕溝中發現了十二片新石器時代的陶器碎片，並在II壕溝中發現了一片鐵器時代的碎片。在III壕溝中發現了一片羅馬赤陶陶器碎片。 通過檢查圍場溝渠的壕溝是否有陸地蝸牛，計算僅生活在陰涼處的物種和生活在開陽環境中的物種的相對頻率，就可以推斷溝渠是挖在森林中還是在已經清理的土地上。結果發現，出土的蝸牛殼很少，無法得出明確結論，但值得注意的是，所發現的都是喜愛陰暗環境的物種──這個情況類似於在另一個堤道式圍場奧弗姆（Offham）所發現的。K·D ·托馬斯（K. D. Thomas）分析了在巴卡萊營所發現的軟體動物的數據後，認為該遺址可能是在該地區被森林覆蓋時建造的；但另一種解釋是，發現的蝸牛殼代表了只生活在溝渠中的物種，而這些溝渠並未積累來自周圍開陽野外環境的蝸牛殼。 由於未能找到適合進行放射性碳定年的材料，這使得無法精確確定遺址的年代。然而，利奇根據巴卡萊營與其他遺址之間的相似發現，推斷此遺址屬於早期新石器時代，大約在公元前4000年至公元前3300年之間。

### RCHME（1995年）和Gathering Time（2011年）
英格蘭皇家歷史古蹟委員會（RCHME）在1995年的多個遺址調查中包括了巴卡萊營。 結果報告回顧了挖掘的發現，並建議巴卡萊營從未被永久佔領。 RCHME報告還評論了兩個碗狀墓的歷史：1934年，萊斯利·格林塞爾（Leslie Grinsell）注意到兩者都被損壞，可能是由古物學家或掠奪者造成的，到了1962年，耕作已經使Grinsell所記錄的損壞所致的凹陷變平。Seton-Williams在通過其中一個碗狀墓的壕溝中發現的大多數陶片無法確定日期，但認為來自截面較低處的陶片是史前的。
Gathering Time是一個由英格蘭遺產和藝術與人文研究委員會資助的項目，旨在透過貝葉斯推論重新分析近40個堤道式圍場的放射性碳定年。相關研究團隊於2011年發表了結果。 儘管巴卡萊營被納入該項目，但酸性土壤意味著沒有骨頭倖存，找不到適合取樣的材料。

## 來源
- Andersen, Niels H. . Fowler, Chris; Harding, Jan; Hofmann, Daniela  (编). . Oxford: Oxford University Press. 2019: 795–812 [2015]. ISBN 978-0-19-883249-2.
- Cartwright, Caroline; Leach, Peter E. (1983a). "The flint industry". In Leach, P. E.  (PDF). Sussex Archaeological Collections. 1983, 121: 11–30. ISSN 0143-8204. doi:10.5284/1085500 .
- Cartwright, Caroline; Leach, Peter E. (1983b). "Pottery". In Leach, P. E.  (PDF). Sussex Archaeological Collections. 1983, 121: 11–30. ISSN 0143-8204. doi:10.5284/1085500 .
- Clipson, J. (1983). "Flints". In Leach, P. E.  (PDF). Sussex Archaeological Collections. 1983, 121: 11–30. ISSN 0143-8204. doi:10.5284/1085500 .
- Cunnington, M. E. . Wiltshire Archaeological and Natural History Magazine. 1912, 37: 42–65  [2024-06-06]. ISSN 0262-6608. （原始内容存档于2020-11-16）.
- Curwen, E. Cecil. . Antiquity. 1930, 4 (13): 22–54. S2CID 246055035. doi:10.1017/S0003598X00004178. （原始内容存档于2020-11-09）.
- Curwen, Eliot.  (PDF). Sussex Archaeological Collections. 1936, 77: 15–25  [2024-06-06]. ISSN 0143-8204. doi:10.5284/1085525 . （原始内容存档 (PDF)于2022-06-15）.
- Gibson, Alex; Woods, Ann.  2nd. London: Leicester University Press. 1997 [1990]. ISBN 0-7185-1954-X.
- Healy, Frances; Bayliss, Alex; Whittle, Alasdair. . Whittle, Alasdair; Healy, Frances; Bayliss, Alex  (编). . Oxford: Oxbow. 2015: 207–262 [2011]. ISBN 978-1-84217-425-8.
- Leach, P. E.  (PDF). Sussex Archaeological Collections. 1983, 121: 11–30. ISSN 0143-8204. doi:10.5284/1085500 .
- Oswald, Alastair; Dyer, Carolyn.  (报告). RCHME. December 1995  [3 May 2022]. （原始内容存档于2023-03-15）.
- Oswald, Alastair; Dyer, Carolyn; Barber, Martin. . Swindon, UK: English Heritage. 2001. ISBN 1-873592-42-6.
- Sheridan, Alison. . Antiquity. 22 February 2012, (331): 262–264  [2024-06-06]. S2CID 163744148. doi:10.1017/S0003598X00062670. （原始内容存档于2022-01-18）.
- Smith, I. F. (1983). "Pottery". In Leach, P. E.  (PDF). Sussex Archaeological Collections. 1983, 121: 11–30. ISSN 0143-8204. doi:10.5284/1085500 .
- Thomas, K. D. (1983). "Mollusc analysis of samples from the ditch-fill of trench II". In Leach, P. E.  (PDF). Sussex Archaeological Collections. 1983, 121: 11–30. ISSN 0143-8204. doi:10.5284/1085500 .
- Whittle, Alasdair; Healy, Frances; Bayliss, Alex. . Whittle, Alasdair; Healy, Frances; Bayliss, Alex  (编). . Oxford: Oxbow. 2015: 1–16 [2011]. ISBN 978-1-84217-425-8.